# Wolfgang Strodter
Wolfgang Strodter   (Bad Homburg vor der Höhe, 5 d'abril de 1948 - 4 de juny de 2021) fou un jugador d'hoquei sobre herba alemany que va competir sota bandera de la República Federal Alemanya durant les dècades de 1960 i 1970.
El 1972 va prendre part en els Jocs Olímpics d'Estiu de Munic, on va guanyar la medalla d'or en la competició d'hoquei sobre herba. Quatre anys més tard, als Jocs de Montreal, fou cinquè en la mateixa competició. Entre 1969 i 1980 va disputar 176 partits amb la selecció alemanya.
A nivell de clubs va jugar al Gladbacher HTC, amb qui va guanyar el campionat alemany de 1966, 1967 i 1981, i el Rot-Weiß Köln, amb qui va guanyar els de 1972 a 1974.
Una vegada retirat passà a exercir d'entrenador de la selecció alemanya femenina entre 1980 i 1988. Amb ella guanyà la medalla de plata als Jocs Olímpics de Los Angeles, mentre al Campionat del Món guanyà l'or el 1981 i la plata el 1986.